# Jean-Pierre Fiala
Jean-Pierre Fiala (Yaoundé, 1969. április 22. –) kameruni válogatott labdarúgó.

## Pályafutása

### Klubcsapatban
1993 és 1995 között a Canon Yaoundé játékosa volt. Az 1995–96-os szezonban a görög Láriszaszban szerepelt. 1996 és 1998 között Indonéziában a Persma Manadóban játszott. Az 1998–99-es idényben a Stade Brest együttesét erősítette. 1999 és 2000 között az US Avranchesben játszott. 

### A válogatottban
1993 és 1994 között 2 alkalommal szerepelt a kameruni válogatottban. Részt vett az 1994-es világbajnokságon, de egyetlen mérkőzésen sem lépett pályára.